# Aymavilles Calcio a 5
L'Associazione Sportiva Dilettantistica Aymavilles Calcio a 5 o ASD Aymavilles C5 è una squadra italiana di Calcio a 5 di Aymavilles, in Valle d'Aosta.

## Storia
Fondata nel 1969 assume in seguito la denominazione Aymavilles - Gressan, dal nome dei due adiacenti comuni.
Ottiene la prima promozione nella stagione 1993-94, passando dalla Serie C Regionale alla Serie B Nazionale di secondo livello assoluto.
Vince nel 1998/99 il Campionato Nazionale di Serie B e partecipa in seguito al Campionato Nazionale di serie A2 per otto stagioni consecutive; la società cambia denominazione in Aymavilles Calcio a 5. Dopo aver vinto, dopo un triennio con il medesimo staff,(Presidente Giancarlo Fabrizi, allenatori i fratelli Loris ed Osvaldo Chabod e preparatore atletico il Prof. Osvaldo Cardellina) nel 1998/99 il Campionato Nazionale di Serie B partecipando poi al Campionato Nazionale di serie A2 per otto stagioni consecutive (delle quali le prime tre nella massima divisione disputate sempre con il precedente staff), ovvero dal campionato 1999/2000 fino al campionato 2006/2007 compresi,la società va incontro ad un progressivo calo nel contenuto dei valori tecnico-atletici, che si evidenziano con l'inevitabile retrocessione in Serie B, con quest'ultima ormai discesa al 3º livello, dietro le prime divisioni nazionali, ovvero Serie A1 e Serie A2. Per la qual cosa, dopo la retrocessione nel 2007, nella stagione 2007/2008 ha nuovamente militato nel Campionato Nazionale di Serie B, disputando le proprie partite casalinghe nella palestra dell'Unité des Communes valdôtaines Grand-Paradis a Aymavilles, terminando in decima posizione. 
Dalla stagione 2007/2008 disputa le proprie partite casalinghe nella palestra dell'Unité des Communes valdôtaines Grand-Paradis a Aymavilles.
Nella stagione 2009/2010, in Serie B, raggiunge l'accesso per i play-off, uscendone però sconfitta contro il Torino Cesana.
Nella stagione 2010/2011 chiude in fondo alla classifica, ma mantiene la serie per ripescaggio.
Nel 2011-12 chiude al penultimo posto del campionato cadetto, retrocedendo in serie C. 
A causa di gravi problemi societari, non presenta la documentazione per l'iscrizione al campionato per la stagione successiva e la società viene sciolta.
Nel 2013 la società viene rifondata assumendo il nome di ASD Aymavilles C5, partendo dai campionati sezioni regionali di Valle d'Aosta-Piemonte. 
Nella stagione 2018/2019 la squadra viene iscritta in serie D. Alla fine del campionato ottiene la promozione in serie C2, serie in cui tuttora milita.